# Меджитова, Джеварие
Джеварие́ Меджи́това (крымскотат. Cevariye Mecitova, Джеварие Меджитова; 7 октября 1913, Чалтемир, Таврическая губерния — 4 сентября 1992, Ташкент) — крымскотатарская поэтесса и педагог.

## Биография
Родилась 7 октября 1913 года в селе Чалтемир. Отец, Абдульмеджит — мясник. Мать, Ресимхан — вела домашнее хозяйство. Всего в семье росло пять детей.
Окончив школу в родном селе, поступила в Ялтинский педагогический техникум. Работала учительницей начальных классов при Керченском металлургическом заводе. Во время педагогической практики писала стихи, публиковавшиеся в молодёжной газете «Яш къувет» (Молодая сила).
В 1935 году поступила на факультет крымскотатарского языка и литературы Крымского государственного педагогического института имени М. В. Фрунзе. Училась вместе Аметом Мефаевым, Юнусом Темиркаем, Ризой Халидом, ставших впоследствии писателями. Во время учёбы Меджитова увлеклась фольклором. В 1938 году написала стихотворение, посвящённое беспосадочному перелёту Москва — Дальний Восток, которое опубликовали в газете «Къызыл Къырым», а затем в переводе на русский язык в газете «Красный Крым». Окончив КГПИ в 1939 году поступает в аспирантуру и начинает работать в Научно-исследовательском институте языка и литературы им. А. С. Пушкина. Как младший научный сотрудник работает над темой кандидатской диссертации «Образ женщины в фольклоре крымскотатарского народа» и участвует в фольклорных экспедициях.
В годы Великой Отечественной войны жила в селе Такыл, где работала учителем. В 1944 году была депортирована в Ташкент. Благодаря высшему образованию получила должность экономиста на заводе «Продмаш». Из-за нехватки учителей начинает преподавать русский язык в сельской школе. Затем работает методистом в Орджоникидзевском районе, однако была уволена оттуда и затем в течение пяти лет работала библиотекарем.
После снятия режима спецпоселений Меджитова была завучем, директором узбекских и казахских школ. В 1965 году переезжает в Чирчик. Являлась постоянным автором газеты «Ленин байрагъы» (Ленинское знамя), также печаталась в журнале «Йылдыз». Выпустила четыре сборника стихов «Незабываемые страницы» (1970), «Среди зеленых листьев» (1972), «Среди зелёных листьев» (1974), «Цветы моей жизни» (1987), а в 1980 году опубликовала книгу «Сад моей жизни».
Скончалась 4 сентября 1992 года в Ташкенте.

## Память
4 октября 2013 года в 100-летие со дня рождения Джеварие Меджитовой в Симферополе состоялся вечер её памяти.

## Семья
В Узбекистане вышла замуж. Дочь Сейяре Меджитова (род. 1950) — журналист и публицист.